# ファフナー (架空の兵器)
ファフナーは、TVアニメ『蒼穹のファフナー』および関連作品に登場する、架空の兵器である。

## 概要
フェストゥムの持つ読心能力、同化攻撃、空間歪曲攻撃に対抗するために開発した「思考制御・体感操縦式」有人兵器。
名称は竜を意味するファフニールから。
唇を除いて一番神経の密度が高い両手に10個の指輪を嵌める「ニーベルング・システム」で搭乗者は脳内を特殊な状態に変性させ、機体と一体化して戦う。

### 隊形
- ローンドッグ
単独戦闘。誰の援護も受けられないため、個人に全てを委ねる事になり、滅多な事では用いられない。
- ツインドッグ
小説版の基本隊形。2機のファフナーが縦に並び、1機が迎撃している間にもう1機が背後へ回り込む。
「RoL」ではティターン・モデルが2機1組で運用されているが、通常の隊形とは異なる。
- トリプルドッグ
3機のファフナーが横一列に並ぶ。防衛に適している。
- クロスドッグ
4機のファフナーが前後左右に並ぶ。攻撃にも防御にも優れており、トリプルドッグと合わせて連携の基本隊形になっている。
- アルトドッグ
小説版のみ登場。全12機による連携攻撃。パイロットたちはこの隊形を目指して戦う。

## アルヴィス製ファフナー
アーカディアン・プロジェクト（楽園計画）に基づくアルヴィス製ファフナー。機体番号の「Mk.○（ローマ数字表記・独語読み）」で区別するが、一部例外もある。
高い対フェストゥム対抗性を有するが、メインシステムに用いるミールの欠片、すなわちフェストゥムのコアの調達問題などにより大量生産は考慮されていない。また、搭乗は特殊な因子を持ち、高いシナジェティック・コード形成率を有する者に限られる。竜宮島では人為的に因子移植とコード形成補助を行った者を搭乗者する。
フェストゥムに対して非常に有効な兵器たり得るがシナジェティック・コードは成人すると形成し難くなるため、搭乗者の多くは10代の少年少女だが、この特殊因子は機体との一体化で活性化して同化現象を発生させるために任期が短い。また同化現象などで倒れた搭乗者の特殊条件を満たす代理を選出できず、出撃可能な機体が不足する問題も抱えている。
ジークフリード・システムの搭乗者である皆城総士を失った劇場版以降では、蒼穹作戦の直前に得られた日野洋治の設計思想を反映した各機体性能はワームスフィアの直撃にも耐えうるほどにまで向上した。またミョルニアからもたらされたデータを基に開発された新型システムが搭載され、コックピットに機体情報・戦闘情報が直接表示されるようになり、クロッシングも各パイロット間で相互に行われるようになっている。
『EXODUS』ではアルタイル・ミールの到来とエメリーのコア(皆城織姫)に対する干渉によってウルドの泉で新しいタイプのコアが大量に誕生、改良型の実戦配備と欠番機および無人機の完成にも目処が立つ。また、この干渉にともなって既存機も変化を起こし、コア格納ブロック周囲に空気中の物質を同化する常気性の永劫導電回路を形成されたことで半永久的に稼働できるようになった。加えて搭乗者は同化抑制剤を過剰投与した状態となり、同化現象が大幅に緩和されるようになった。さらに、2度目のウォーカー戦でザルヴァートル・モデル以外のアルヴィス製ファフナー全機にフェストゥムの能力であるSDP（超次元現象）が部分発現した。一方で搭乗者達は日常においてもSDPによるそれぞれ固有の新しい同化現象に苛まれることになった。
※マークザイン・マークニヒトについては#人類軍製ファフナー＞ザルヴァートル・モデルを参照。
ゼロファフナー  搭乗者：西尾姉弟の両親（未登場）→西尾里奈・暉（Heaven and Earth - EXODUS）→西尾里奈・鏑木彗（EXODUS）
人類がフェストゥムに対抗するために産み出した最初のファフナー。正式にはファフナー・エーギルモデル。アルヴィス製ファフナー第一世代モデル。
後のシリーズよりも実験機的な存在で、体高100mほどの機体には核融合炉とフェストゥム・コア、機体同化と情報処理を統括し読心をも防ぐジークフリード・システムの雛型が内蔵されていた（そのため複座となっている）。
技術が未成熟な時期に建造されているため、同化現象の進行が1人で搭乗すると数分ともたないほど凄まじく、それを分け合い少しでも負担を軽減するために複座型を採用した経緯がある。その反面、性能は圧倒的で単機でフェストゥムの大群を容易に殲滅し得る火力を誇る。
西尾姉弟の両親と祖母である行美が開発に深く携わっていたが、起動実験の失敗により搭乗していた両親を含む多くの犠牲者を出し「実戦モデル」開発計画は凍結、行美の引退と暉の失語症という大きな爪痕を西尾家に残していた。半擱座状態の本機は長らくアルヴィスの補助システムとして供用されてきたが、第二次蒼穹作戦を控えて封印が解かれ、乗機を失った西尾姉弟が搭乗することとなる。なお、アルヴィス内部の水中展望室は本機の起動実験失敗に際して生じたスペースを利用したものであり、本機もそこに安置されていた。そのため、水中展望室からゼロファフナーのスタビライザーが見える。
作中では、両肩に設置されたイージスと手のひらの開口部から放つ振動共鳴波、機体各所に設置されているレーザーパレットを武器に、遊撃部隊の主力として活動した。
『EXODUS』でも登場。エインヘリアル・モデル同様のカノン式増幅機を追加搭載されたことで、パイロット2人のSDPを複数発動かつ相乗する機能が追加された。全てのSDPを発現可能であることも判明している。第三アルヴィス上陸作戦では、ウォーカー対策として部隊の防衛任務に投入。パイロットの暉を失うも、ウォーカーの撃破及びアショーカ同化を狙うベイグラントの阻止をそれぞれアマテラスおよびマークザインとの共同戦術で達成した。第四次蒼穹作戦では彗が搭乗することにより、「増幅」「引き寄せ」の相乗によって大気圏外のベイグラントを地上に墜落させる役目を担った。その後、マークレゾンとの戦闘で頭部を破壊され行動不能になるが、パイロット両名は無事に生還した。
ティターン・モデル（『RIGHT OF LEFT』のみに登場）
ファフナーのプロトタイプの一つ。全部で4機開発され、カラーリングは紅色となっている。アルヴィス製ファフナー第2世代モデル。
2132年に開発されたゼロファフナー（エーギル・モデル）より動力炉が小型化されているが、ファフナー自体にジークフリード・システムを組み込んでいるためにノートゥング・モデルより大きい。背部に装備されたサイレーンドによって海中でも行動ができるよう設計されている。ジークフリード・システムを内蔵しているためパイロットに凄まじい負担をかけ、活動時間は極端に短い（450秒）。ノートゥングモデルよりも同化現象の進行が遥かに速く、作戦期間にパイロットのほとんどが同化現象により身体が結晶化し、砕け散ってしまった。装備は短剣型のルガーランス。加えてミサイルと腕部にバルカンが搭載されている。試作機体とはいえノートゥングモデルに匹敵するパワーを持っていた。開発コードはTSX001〜004。結果的に4機あるうちの2機は戦闘中に大破、使用不能となり、1機はフェンリルを使用、もう1機はそれに巻き込まれた。
ノートゥング・モデル
エーギル、ティターンを経て開発・完成されたファフナー。アルヴィス製ファフナー第三世代モデル。ミールの研究を応用して、人間のあらゆる感情をデータベース化することで、操縦関連とそれ以外の思考を区別させ、操縦に関連しない思考も実は操縦に関連したことを学習させており、その結果人体と機体の更なる融合により、より細かい動きが可能になった。
前型機であるティターン・モデルと異なり、ジークフリード・システムが内蔵されていない。これは、ジークフリード・システムの内蔵に伴うパイロットへの負担を軽減するための措置であったが、この問題点はミョルニアのもたらしたデータに基づいて解消された。このため、蒼穹作戦ではジークフリード・システムのプロトタイプを4つに分割して作戦に臨む4機のファフナーに搭載することになった。以降、ジークフリード・システムが使用不可能になった場合に備えて改良型および既存機の全てに搭載される。この措置によって、既存のモデルに比して極めて小型の全長（汎用格闘型で約35m）となっている。また、海中活動能力も標準で備えている。当初は24機開発する予定だったが、完成したのは13機のみ。
人類軍の間では伝説の機体とされ、『EXODUS』では新国連本部がこの機体を狙いアルゴス小隊に回収命令を下していた。
装甲は外側のセラミック系と内側の金属系の間に水銀のような液体が挟まった積層装甲板で、刃物による攻撃の際にはセラミック部分が割れ、金属部分が切断され、液体部分が硬化することで刃を動きにくくする。
コックピットは機体の腹部に搭載され、パイロットは前後上下が逆の状態で操縦する。コックピットブロックはジークフリード・システム経由で後部ハッチから射出できる。それに、機体が損害を受ければ必要に応じてジークフリード・システム経由で機体の各部分を切り離し可能。
互いの通信はジークフリード・システムを経由するか、対象に通信ケーブルを接続して行う。通信ケーブルは減圧して機体に張り付くため、宇宙空間では使用不可能。
独自の特徴として
- ジークフリード・システムのバックアップをフルに得られる。
- パイロットとファフナーの一体感をより高めるため、搭乗者の上腕、脇腹、大腿部をコネクターで接続。その際に激しい痛みが伴う（パイロットスーツの着用で多少は軽減される）。
- 有効に操縦するには「自分がファフナーそのもの」になることを意識するのが重要である。しかしそれによって、ファフナーが受けるダメージはおろか、衝撃や皮膚感覚までパイロットにダイレクトでフィードバックされる（2話ではマークエルフが襲来したスフィンクス型に腕を切断されたためにパイロットの一騎まで痛がっている。また16話では、新国連の少女パイロットが初めてノートゥングモデルで戦闘した際に「風が冷たい…こんなに体が重くなるなんて」とファフナーとシンクロしていたがゆえの現象で狼狽し、結局泣き出して機体を降りてしまっている描写がある）。
- フェストゥムの読心能力をより高次で防ぐため、搭乗する間パイロットは変性意識を形成する。
- パンチ用の装甲板やジャンプ・急停止・急旋回用のスラスターを搭載した近接戦闘型、近接攻撃型に比べて腕部がスリムになり、重火器での後方支援を得意とする中距離支援型、イージスで自機や味方機の防御を行う防御支援型、軽量の飛行用ユニットとリフトエンジンスラスターを搭載する空戦型の4つに機体が分類される。
- 機体色は各パイロットの適性検査時に判明する心理的識色(心の色、あるいはイメージカラー)によって決まる。

各機体の左膝とスタビライザー左側にドイツ語読みと同じローマ数字で型番が書かれているが、これはかつて近藤彩乃がオーストリアでファフナーの研究をしていたため、各機体に割り振ったドイツ語のナンバーがそのまま定着したことによる。
ファフナー・Mk.I（マークアイン） 搭乗者：皆城総士(RIGHT OF LEFT)→日野道生（23話）
マークツヴァイ・ドライ・エルフ（およびツヴォルフ）と同型の近接戦闘型。塗色はシルバーグレー。
一期第23話で、アクティビオンを投与してファフナーへの一体化を強化した道生が搭乗。イドゥンを道連れにするためフェンリルを起動し自爆。その時に道生は脱出をイドゥンに阻まれ戦死している。道生の搭乗時はガルム44とロングソードを使用する。
『RIGHT OF LEFT』では起動実験のため皆城総士が搭乗しているが、見えないはずの左目が見えてしまう事を総士が許容できず、実験は中止された。
ファフナー・Mk.II（マークツヴァイ） 搭乗者：蔵前果林
マークアイン・ドライ・エルフ（およびツヴォルフ）と同型の近接戦闘型。塗色は濃紺。
一期第1話で搭乗者が搭乗前に生死不明になり、大破したマークエルフ修復のためにパーツが流用されたため、「蒼穹のファフナー」本編では一度も戦闘に参加していない唯一のノートゥングモデルである。
『RIGHT OF LEFT』にも登場。L計画メンバーとティターンモデルの回収に向かうが、果たせなかった。
ファフナー・Mk.III（マークドライ） 搭乗者：要咲良→カノン・メンフィス（25話 - ）→要咲良（Heaven and Earth - ）
マークアイン・ツヴァイ・エルフ（およびツヴォルフ）と同型の近接戦闘型。塗色はオレンジ。
エルフ不在時のフュンフ、アハトとのチーム戦闘では主に近接戦闘を担当した。パイロットである咲良の同化現象が進行したことで乗り手がいなくなり一時的に空座となるが、蒼穹作戦前に一体化を強化することに成功したカノンが搭乗。主兵装はピラム（咲良搭乗時）、ルガーランス（カノン搭乗時）。スコーピオンを装備していた事もある。蒼穹作戦時には小型イージスを装備していた。
劇場版では序盤にカノンが搭乗していたが、中盤から咲良に返却され、リンドブルムを装備して竜宮島の航空戦力として活動した。
『EXODUS』では咲良のパイロット引退に伴い、無人機開発のための実験機に転用。システムも書き換えられたため出撃不可能となっていたが、スレイプニール・システムを内蔵したうえで咲良とともに戦線に復帰。トルーパー・モデルを使役しての集団戦闘を行う。のちにエインヘリアル・モデルへと改修、第三次蒼穹作戦に投入された。
実戦投入されてから一期、劇場版、『EXODUS』まで実行された4度の蒼穹作戦全てに参加している。
ファフナー・Mk.IV（マークフィアー） 搭乗者：春日井甲洋
両肩に大型兵器用のハードポイントを有しており、マークアハト（およびノイン・ツェン）と同型の中距離支援型（シリウス版では高機動型）。塗色は灰色（焦げ茶色に近い）、小説版においてはブルーグレー。
9話でパイロット救出のため、機体は放棄されたが、後に新国連人類軍が回収し、そのコアはザルヴァートルモデル（マークニヒト）に移植された。
劇場版ではスレイブ型フェストゥムとなった甲洋自身がファフナーのコアとなり、コックピットは無人の状態で起動し竜宮島の防衛戦力として参戦したが、決戦時にマークニヒトとの戦いで破壊された。なお、コアたる甲洋自身は辛うじて脱出に成功している。
『EXODUS』ではウルドの泉から復帰した甲洋が単独で機体を再構成する形で復活。SDPはフェストゥムを殺す「毒」の効果を持つワームをメデューサやガンドレイクなどの武装(刀身・砲撃)として纏わせることでフェストゥムに対する絶対的な攻撃力を発揮し、ウォーカーのワームスフィアを切り裂いたり、大量のフェストゥムを薙ぎ払ったりしている。また、甲洋のフェストゥムとしての能力で単独での飛行（というより浮遊）も可能になっており、空中戦が可能。2度目の出撃以降はガンドレイクとメデューサを主兵装として装備しているが、いずれもワームスフィアを利用した攻撃の媒介として使用され、本来の機能は使用されていない。
第四次蒼穹作戦前にマークジーベンとともにエインヘリアル・モデルへと改修された。
ファフナー・Mk.V（マークフュンフ） 搭乗者：小楯衛→堂馬広登（Heaven and Earth - ）
防衛支援型。塗色は紫。
イージス装備により前面にバリアを展開することが可能。エルフ不在時のドライ、アハトとのチーム戦闘では、イージス装備により突撃して来る敵を受け止める役割を担当した。イージス装備を展開したまま敵に体当たり攻撃をしたことも。
一期22話で新型種のスカラベ型との戦闘で破壊された。衛も戦死。
劇場版では完全に修復され、堂馬広登の乗機となった。他のファフナーも同様であるが装甲が改良されており、ワームスフィアの直撃にも耐えられる。携行武器も積極的に使用するようになり、主にゲーグナーを装備。
『EXODUS』ではイージスを全面に展開して砲弾を撃てる他にスコーピオン、デュランダルを装備。島外派遣の際にはルガーランスも使用している。交戦規定アルファに基づく攻撃で、ダスティンの駆るラファエルにコクピットを狙撃され擱座。広登の遺体諸共アルゴス小隊に鹵獲・解体され、マークレゾンへと転用された。
ファフナー・Mk.VI（マークゼクス） 搭乗者：羽佐間翔子
マークジーベンと同型の空戦型。塗色は白。
背部に飛行用スラスターを装備し、飛行が可能。一期第6話でフェンリルを使用、翔子もろとも自爆した。
ファフナー・Mk.VII（マークジーベン） 搭乗者：遠見真矢
マークゼクスと同型の空戦型。塗色はマゼンタ。最大飛行速度1680km/h、実用上昇限度20000m、巡航速度840km/h。
真矢の適性から、長距離射撃兵装であるドラゴントゥースを装備し、長距離狙撃および支援を担当。蒼穹作戦時にも損傷は少なかったらしく、帰還後も応急修理のみで直ちに発進・飛行が可能な状態となっていた。
劇場版では竜宮島の防衛戦力として活動したが、決戦時にマークニヒトとの戦いで撃破寸前まで追い詰められた。空中での取り回しを考慮し主兵装がレールガンに変更されている。
『EXODUS』でも真矢がレギュラーパイロットから退いていないため、現役で稼働中。主兵装を空戦改良型ドラゴントゥースに変更しており、狙撃戦と高機動空戦を両立することが可能となった。島外派遣部隊においては戦闘以外でもペルセウス中隊所属機と共に哨戒・威力偵察を担当するなど、実働時間が長い。竜宮島と派遣部隊との合流地点でアルゴス小隊により拿捕されたが程なく奪還、脱出後基本装備のみでアルゴス小隊のファフナー3体の撃墜に成功した。第四次蒼穹作戦前にマークフィアーとともにエインヘリアル・モデルへと改修された。
ファフナー・Mk.VIII（マークアハト） 搭乗者：近藤剣司
マークフィアー（およびノイン・ツェン）と同型の中距離支援型。塗色はグリーン。エルフ不在時のドライ、フュンフとのチーム戦闘では、中長距離からの初撃や、他二機の支援を担当した。ガルム44やレールガン、メデューサなどの射撃兵装を主兵装としているが、ルガーランスを使用したこともある。
劇場版ではフェストゥムとの度重なる戦闘で半壊するも生き残り、決戦時には遊撃部隊としてミールの破壊に尽力。
『EXODUS』では剣司のパイロット引退に伴い無人機開発のための実験機に転用されていたが、第三次蒼穹作戦に際して伴いエインヘリアル・モデルへと改修、さらにスレイプニール・システム、ジークフリード・システムの双方を搭載され、戦線に復帰した。剣司のSDPを駆使して、僚機を修復する。
マークドライと共に実戦投入されてから4度の蒼穹作戦全てに投入された機体である。
ファフナー・Mk.IX（マークノイン） 搭乗者：西尾里奈（Heaven and Earth - ）
マークフィアー・アハト・ツェンと同型の中距離支援型。塗色はカーキ色。劇場版以降に登場。
西尾里奈の乗機で、彼女の火器をばら撒く傾向から火炎放射器「サラマンダー」を主兵装としている。劇中ではサラマンダーを用いて交戦してきたが、たび重なる戦闘によるパイロットの消耗とフェストゥムたちの連携攻撃に晒され、機体はほぼ全壊し、コックピットを捕獲されたが剣司によって救出された。
『EXODUS』では完全に修復されている。マークアハトが実戦から退いたため、メデューサやレールガンといった多様な兵器を扱い、里奈のSDPもあって主火力として運用される。のち第三次蒼穹作戦に伴い、エインヘリアル・モデルへと改修された。
ファフナー・Mk.X（マークツェン） 搭乗者：西尾暉（Heaven and Earth - EXODUS）
マークフィアー・アハト・ノインと同型の中距離支援型。塗色はグレー。劇場版以降に登場。
西尾暉の乗機。主兵装としてドラゴントゥースを装備する。塗色はグレー。劇中では僚機の狙撃支援を行っていたが、竜宮島の防衛戦にて次々と倒れていく僚機に気を取られてスカラベJ型種の猛攻を受け、同化寸前にまで追い詰められたが、フェンリルを起動し自爆した。
『EXODUS』では機体を新造し、以前と同じくドラゴントゥースを主兵装としている。島外派遣においては様々な状況に対応する必要があるため、ガルム44など他の火器も使用している。両肩ハードポイントにレヴィンソードを装備しているが、射撃時の安定化に取り付けられただけで武器として使用することはなかった。暉が帰還して間もなくゼロファフナーに乗り換えたため、第四次蒼穹作戦時点で唯一エインヘリアル・モデルに改修されなかった。また、実戦投入されてから実行された3度の蒼穹作戦に一度も投入されていない機体でもある。
ファフナー・Mk.XI（マークエルフ） 搭乗者：真壁一騎
マークアイン・ツヴァイ・ドライ（およびツヴォルフ）と同型の近接戦闘型。塗色は当初スカイブルー、大破後はツヴァイと同じ濃紺、小説版においては漆黒。
一期第2話で大破した後、ツヴァイのパーツを流用して修復されるも、新国連側に渡りザルヴァートルモデル（マークザイン）完成のためコアを摘出される。
ファフナー・Mk.XII（マークツヴォルフ） 乗者：立上芹（Heaven and Earth - ）
マークアイン・ツヴァイ・ドライ・エルフの同型の近接戦闘型。塗色はワインレッド。劇場版以降に登場。
主兵装はスコーピオン。これに加え、芹が初のファフナー搭乗時の模擬戦で発現した変性意識でカブトムシのような頭突きによる攻撃をした事に対して専用装備の必要性が提案され、頭部の先に金属製のブレードを展開し、その周囲にイージスと同じエネルギーフィールドを張り敵に突き刺し、フィールドをプラズマ弾として発射しブレードを突き刺した部分から体内に打ち込みつつ真上にすくい投げる特殊装備「ショットガンホーン」を装備する。防衛戦力の一員であるが、中盤で芹がコアを支えるためワルキューレの岩戸に入ったため、パイロット不在で戦線を離脱した。
『EXODUS』でも防衛部隊の主力として配備されている。レヴィンソードを主兵装として近接戦闘を担当する。のち第三次蒼穹作戦に伴い、エインヘリアル・モデルへと改修された。第四次蒼穹作戦ではプランデルタ発動後に、織姫を守るため独断で竜宮島に戻った芹と共に島で眠りに就いた。
ファフナー・Mk.XIII（マークドライツェン） 搭乗者：羽佐間カノン（Heaven and Earth - ）→来主操（EXODUS）
劇場版から登場の戦術強攻型。塗色は赤。
それまでのノートゥングモデルとは異なり、カノンのための専用機として新造されたノートゥングモデルの13番機。頭部ほか細部のデザインが異なり、塗色も相まって彼女のかつての愛機・ベイバロンモデルの面影を有する。両肩に接続された大型スラスターユニットが最大の特徴で、これがもたらす大推力によって高機動戦闘や低高度の空戦を可能とする。また、既存の機体よりも装甲が増強されており、カノンが得意とする接近戦に適した機体となっている。
主兵装としてルガーランスを使用する。決戦時ではマークニヒトに戦いを挑むが敗北し、頭部ユニットを潰された。
『EXODUS』ではカノンの引退に伴い空席となっていたが、SDPの副作用である新同化現象に苦しむパイロットたちを精神的に支えるべく咲良のマークドライとともに通常配備に復帰、カノンには「未来視」のSDPを発現させる。カノンの消滅に伴い再び戦線を離脱するも、来主操の参戦によりカノン式増幅機を搭載された状態で譲渡された。操には「時間を引き伸ばして敵の動きをストップモーションのように見せる」SDPを発現させた。
第三改良型ノートゥング・モデルSS（ダブルエス）
『EXODUS』から登場。他のアルヴィス製ファフナーと異なり、カノンの命名による愛称がついている。当初カノンはアイルランド神話をモチーフに命名したが、搭乗者たちからは覚えにくいと不評であったため、日本神話をモチーフに命名しなおした。のち第三次蒼穹作戦に伴い全機がエインヘリヤル・モデルに改修された。
ファフナー・Mk.XIV（マークエルフ改） スサノオ 搭乗者：御門零央
マークエルフをもとに新造された近接戦闘型。塗色は黒だったが、零央の要望により紺青に変更。
仮登録名は「フェート・フィアダ」。主兵装はレヴィンソード、ルガーランス。ソードを二刀流で使用することもある。零央のSDPで自機や僚機を瞬間移動させる。
ファフナー・Mk.XV（マークフュンフ改） ツクヨミ 搭乗者：水鏡美三香
マークフュンフをもとに新造された防御支援型。塗色は当初紫だったが、美三香の要望によりピンクに変更。
仮登録名は「リア・ファル」。フュンフと同様、イージス装備をメインに使用している。美三香のSDPで強力な二次元障壁を展開する。
ファフナー・Mk.XVI（マークゼクス改） アマテラス 搭乗者：鏑木彗
マークゼクスをもとに新造された空戦型。塗色は白。
仮登録名は「フラガラッハ」。新装備のガンドレイクを使用し、空戦を中心とした戦闘を行う。彗のSDPで損耗した武器を補充したり、生存者を引き寄せる。第四次蒼穹作戦では彗がゼロファフナーに搭乗したため、空席となり戦線に参加しなかった。
トルーパー・モデル
『EXODUS』で一騎達の引退による戦力不足を補うべく新たに開発された無人機。開発自体は完了していたが、機体に搭載するフェストゥム・コアの不足によりロールアウトには至っていなかった。アルタイル・ミールの到来と、エメリーが竜宮島のコア(のちの織姫)へ行った接触の影響によりアルヴィスのキールブロックに新たなコアが多数出現したためノートゥング・モデル欠番機の補充と共に実戦配備が実現した。ノートゥング・モデルと比較すると半分程度の全高の小型の機体。スレイプニール・システムによって有人型ファフナーから遠隔操作される。塗色は黒。
単体での飛行能力を有し、ルガーランスと同様の機能を持った長剣と、左腕に内蔵されたイージスを主兵装とする。無人ドローンであるノルンと違いフェストムのコアを搭載しているためフェストゥムの同化能力にも対抗でき格闘戦も可能だが、ディアブロ型によって親機であるノートゥング・モデルのコントロールを奪われると随伴しているトルーパー・モデルの指揮権をも奪われてしまう。
『THE BEYOND』ではエインヘリアル・モデル各機に随伴機として強襲型が配備され、最大50機が並列起動しツクヨミを中心に防衛用のフィールドを構築した。装備も拡充されており、従来の装備に加え腕部にホーミングレーザー発振器が内蔵されている。
エインヘリアル・モデル
カノンによって設計された新型モデル。カノンがSDPにて予知した未来をもとに設計されており、消滅前に設計データをアルヴィスに記録したことで竜宮島に渡る。ザルヴァートル・モデルでも追究されたそれまでのアルヴィス製ファフナーの設計思想「味方の生還」「敵の殲滅」のどちらでもなく、「パイロットへの同化現象を抑え、一秒でも長くファフナーに乗せる」ことをコンセプトとした全く新しい設計のファフナーとなる。
未来予知から判明した、剣司らが解明した新同化現象の治療法といった最新のデータに加え、開発予定の技術までも導入前提で反映・設計されている。完成した機体の胸部および大腿上部にはリール状のカノン式増幅機（アクセラレータ）が導入されており、機体性能とパイロットSDP双方の増幅による戦闘能力の大幅な上昇と、同世代の人類軍製ファフナーの1/10以下の同化現象抑制を両立しており、過去にない機体ポテンシャルを実現している。
さらにパイロットと機体のフェストゥム・コアとのクロッシングをも機能として搭載している。それにより島のミールやゴルディアス結晶との情報共有を目的とする機体でもあり、剣司と彗は第三次蒼穹作戦で島のミールとクロッシングが発生し、消滅したカノンおよびそれまでの戦死者たちと出会っている。
ウォーカー群による竜宮島侵蝕に対処すべく、容子を中心としたクルー達の突貫工事によりカノンの設計を実現、わずか1か月足らずで島外に派遣され不在だった機体とマークドライツェンを除く全機が改修され、第三次蒼穹作戦に投入された。のちにドライツェン（カノン式増幅機の内蔵を実行）、ジーベン、フィアーも改修され、ザルヴァートル・モデルとマークツェンを除く全てがエインヘリアル・モデルとして運用される。
真矢と広登の救出のための交渉材料として新国連にデータが提示されたが、直後に海神島のコアが蜂起したことで詳しいデータが流出する事態は回避された。
『THE BEYOND』ではマークツェンをエインヘリアル・モデルに改修する他、ノートゥング・モデルの一部欠番機をエインへリアル・モデルとして新造、更にスサノオ、ツクヨミ、アマテラスを除く現役の機体には『生』や『死』に関連した新たな機体コードで再登録された。
ファフナー・Mk.I（マークアイン改） スペクター 搭乗者：レガート
メインカラーはダークグレー。
『THE BEYOND』より登場。マリス・エクセルシアがフェストゥム側への裏切りの手土産に皆城総士と共に強奪される。
レガートのSDPにより機体そのものの姿形を変えることができ、模倣した機体固有の武装およびSDPも使用することができる。
第五次蒼穹作戦では竜宮島ファフナー部隊の足止めを行い、マリス達が大気圏外まで離脱するまでの時を稼いだ。その後も海神島攻撃の先鋒としてペルセウス隊の指揮を務め、自ら先陣を切って戦いに臨んだ。
第六次蒼穹作戦時には一騎が駆るマークアレスを討つため機体のSDPを限界以上に引き出し、人間をソルダートへと変化させる際に生じる黒い泥状の物質で構成されたマークアレスを禍々しく模倣した姿で一時は互角の戦いを演じるが、一騎とマークアレスの同化によりSDPを解除され、限界以上の力を発揮した代償として機体と搭乗していたレガート共々崩壊しながら海底へ沈んだ。
美羽とアルタイルの祝福を受け、スペクターのコアを起点に再生。同じく再生したグリムリーパーとマリスを助けるため竜宮島へと向かった。
ファフナー・Mk.II（マークツヴァイ改） グリムリーパー 搭乗者：真壁一騎 → マリス・エクセルシア
メインカラーはブラック。
『THE BEYOND』より登場。第四次蒼穹作戦から2年後の第五次蒼穹作戦ではマークザインを美羽に譲った一騎が搭乗。ザイン搭乗時と同様に強力な同化能力によるエネルギー増幅とフェストゥムを無に還元する。一騎は「無限のクロッシング」により味方はおろか自らが消し去る敵の痛みも全て肩代わりしており、その力を一定量行使し続けると強制的に休眠状態となり操のミールの下へ転送され一定期間眠り続ける必要があるという弱点を抱えてしまっている。第五次蒼穹作戦時には大量のフェスゥムの群れを消した後にアザゼル型ウォーカー「フロロ」と交戦中に能力のリミットに達し、空席となった機体を強奪される。
一騎搭乗時のSDPはマークザインと同じ強力な同化能力、マリス搭乗時はワームによる「力(エネルギー)の無効化」であり、ファフナーやエウロス型が発射した弾丸の相殺や、アルヴィスから発射された魚雷やドローンであるサキモリを機能不全に追い込み同化する他、他ファフナーのSDPの無効化やアショーカ・ミールの力すら阻害した。
ファフナー・Mk.III（マークドライ） 搭乗者：近藤咲良
メインカラーはオレンジ。スレイプニール・システム搭載。
咲良のSDPにより、能動的にフィールドを発生しトルーパー・モデルの大量増殖を実現している。改修後もリンドブルムによる飛行戦闘を行っている。
ファフナー・Mk.IV（マークフィアー） アバドン 搭乗者：春日井甲洋
メインカラーは塗色は灰色（焦げ茶色に近い）。他のモデルと違いフェストゥムのコアは搭載されておらず、フェストゥムである甲洋自身のコアがファフナーのそれとして機能している。
本来はマークアハト（およびノイン・ツェン）と同型の陸戦・中距離支援型であるが、甲洋のフェストゥムとしての能力による飛行や、メデューサ、およびガンドレイクの刀身にフェストゥムを殺す「毒」のSDPの効果を持つワームをまとわせた攻撃で彗や操とのツインドッグにおける前衛・近接攻撃を担当するシーンが多い。
飛行能力についてはザルヴァートル・モデルであるザインやニヒトに及ばなかったが、第六次蒼穹作戦後の美羽とアルタイルの祝福を受け能力が向上したのか、一騎と甲洋が竜宮島から旅立つ際は背面スタビライザーがザルヴァートル・モデルと同じように発光し、マークアレスと同等の飛翔を見せた。
ファフナー・Mk.VII（マークジーベン） アズライール 搭乗者：遠見真矢
メインカラーはマゼンタ。
真矢のSDPによって多数の敵を一度に探知・識別し一度の射撃で複数の敵を撃ち抜く事が可能となり、またSDP発動時の超長距離射撃時には、ドラゴントゥースの砲身からアズライール本体へケーブルが接続され、それを介して機体からドラゴントゥースのスコープへ小規模な同化現象が発生する。
また、手甲部に内蔵型のブレードがすべて機体に配備されているが、実際に使用したのはジーベンとスサノオのみである。
ファフナー・Mk.VIII（マークアハト） 搭乗者：近藤剣司
メインカラーは緑。ジークフリード・システムおよびスレイプニール・システム搭載。指揮・戦闘・トルーパー・モデルの操作を同時に行う。
剣司のSDPにより、友軍機の損傷修復や同化の肩代わりを行う。
ファフナー・Mk.IX（マークノイン） イザナミ 搭乗者：西尾里奈
メインカラーはカーキ色。
里奈のSDPでアルヴィスから供給を受けたエネルギーを増幅することにより、敵コアにダメージを与えられるほどの超火力砲撃を可能とする。主武装が大型火器のため、腕部に内蔵式の機関砲が追加された。
また、第三次蒼穹作戦に於いては自らの火力を増幅するだけでなく、アマテラスのSDP増幅にも成功した。
第五次蒼穹作戦ではセレノアの干渉によりコントロールを奪われたためフェンリルを起動し自爆。里奈は自爆直前に彗のSDPで引き寄せられ回収された。
ファフナー・Mk.X（マークツェン改）アキレス 搭乗者：真壁一騎
メインカラーはグレー。
第五次蒼穹作戦以降の一騎搭乗機。グリムリーパーと同じSDPを使用可能。後にべノンとの決戦、そしてマークニヒトに搭乗した総士に対する備えとして初めて竜宮島の技術を投入してのザルヴァートル・モデル（アキレス改）への改修が行われ、ベノンによる竜宮島攻略作戦時に一騎がザルヴァートル化を敢行。大量の海水と大気、べノンのフェストゥム、ファフナー・艦隊群を吸収し、マークアレスへと再構成された。
ファフナー・Mk.XII（マークツヴォルフ） 搭乗者：立上芹
メインカラーはワインレッド。
スサノオとともに格闘戦を展開。芹のSDPにより、自機体の損傷修復や敵フェストゥムの同化を行う。
第三次蒼穹作戦では芹の変性意識が変化し、よりたくさんのものを同化したいという「食欲」により自らを飲み込んだリヴァイアサン型をその体内から同化した。
ファフナー・Mk.XIII（マークドライツェン、マークドライツェン改） クロノス 搭乗者：来主操
メインカラーは赤。第四次蒼穹作戦までは他の機体と異なりカノン式増幅機の搭載以外は元の外観のまま実戦投入されたが、第五次蒼穹作戦では外装が換装された。
操のSDPによって、周囲を100万分の1に及ぶスローモーションで認識することが可能。
カノン搭乗時と同様ルガーランスを用いた白兵戦を得意とし、仲間のエウロス型たちによるフィールド突破といった援護を受けながら、能力を生かした高機動戦闘を行う。
ファフナー・Mk.XIV（マークエルフ改） スサノオ 搭乗者：御門零央
メインカラーは紺青。
マークツヴォルフとともに格闘戦を展開。ルガーランスやレヴィンソードを使用した白兵戦を主体とする。それぞれを両手に持ち、二刀流で使用する事もある。零央のSDPにより、ワームスフィアを用いての空間跳躍を行う他、増幅したエネルギーを攻撃力に回して強固な防壁を突破する役割も担う。
ファフナー・Mk.XV（マークフュンフ改） ツクヨミ 搭乗者：水鏡美三香
メインカラーはピンク。
美三香のSDPにより防壁を展開するのは従前同様だが、その枚数・展開範囲が圧倒的に増加している。しかし、第三次蒼穹作戦では体長数ミリとあまりに小さすぎるグレンデル型がシールドの隙間から入り込む事態も発生した。
ファフナー・Mk.XVI（マークゼクス改） アマテラス 搭乗者：鏑木彗
メインカラーは白。
彗のSDPにより、改修前には不可能であったウォーカーのコアを引き寄せることをも可能とした。しかし、引き寄せた物体をそこに維持する間は無防備になる弱点があり、それ故危機に陥ることもあった。
ザルヴァートル・モデル
既存のザルヴァートル・モデルであるマークザイン・マークニヒト・マークレゾンの3機は全て人類軍によって研究・開発された機体だが、一騎は美羽の身の安全を守るため彼女にマークザインを譲っており、総士が第四次蒼穹作戦後に完全に沈黙していたマークニヒトを目覚めさせた事でそれに対する「壁」として、またベノン軍とその首魁であるケイオス擁するマークレゾンに対抗するための新たなザルヴァートル・モデルが必要となり、初めて竜宮島の技術を使ってのザルヴァートル・モデルの開発を行うこととなった。会議中ザルヴァートル開発が実現可能かを問われたブルク責任者の小楯保が「遺憾ながら即可能だ」と即答できる程度に研究そのものは進んでいた模様。
ファフナー・アキレス（改） Mk.Alles（マークアレス） 搭乗者：真壁一騎
【THE BEYOND】
べノンとの決戦、そして総士のマークニヒトに対する「壁」としてアキレスを竜宮島の技術を使用しザルヴァートル・モデルへと改修された機体。真壁一騎によってかつてのマークザインの時と同じく大量の海水、大気、そしてべノンのフェストゥムおよびファフナー、艦隊群を吸収・同化することでザルヴァートル化に成功。ザイン・ニヒト・レゾンに続く“全能”たる第4のザルヴァートル・モデル、マークアレスとして覚醒した。。
その能力は凄まじく、アレス1機の存在だけでベノンのプロメテウス・ミールの力である絶対停止領域に揺らぎを生じさせ、天と海に向けて放った一撃で海神島攻略戦に投入されていたベノン軍・フェストゥムの群れを消滅、空の赤い月すら一時撤退に追い込むほどの力を見せ、これを見た彗は勝利を確信し、敵として相対したレガートとセレノアの心に恐怖という感情を刻み込んだ。

## 人類軍製ファフナー
アルヴィスとは別に、人類軍でも複数種のファフナーが開発されていたことが中盤で判明する。日野洋治とミツヒロ･バートランドがティターン・モデルとゼロファフナーの技術を新国連に提供することで開発された。しかし、当時の人類軍の技術不足も相まって、ザルヴァートル・モデル以外はフェストゥムのコアは使用されておらず、シナジェティックコードの形成はある程度可能であるが、その能力はノートゥング・モデルに劣る。
『EXODUS』以降はMAKABE因子の導入に伴い、ノートゥング・モデルとザルヴァートル・モデルの技術からコアとジークフリード・システムを用いた機体の実戦投入が適い、部分的な性能もノートゥング・モデルに匹敵する。しかし、パイロットの同化現象の負荷においてはノートゥング・モデルより遙かに高い。なおコア搭載機でもザルヴァートル・モデルを除いて変性意識は起こらない。
メガセリオン・モデル
主な搭乗者は日野道生。新国連製ファフナー。全高約43m。他2タイプと比べ重装甲。しかし、乗りこなすには精神的重圧に耐えられる必要がある。道生機の塗色は青で、専用のプラズマライフルを使用するが、人類軍脱退後はガルム44を使用したこともある。多大な戦果を上げている道生のために、機体の右側頭部に「666(トリプルシックス)」の刻印コードが描かれている。量産型はグレーの塗色で、最終話に登場。道生機の機体識別コードはJ-013。生産数800機。
機体名の由来はヨハネの黙示録に登場する「大いなる獣」のこと。道生の機体は一期第23話での新型種のスカラベ型との戦闘でマークフュンフと共に破壊された。
ベイバロン・モデル
主な搭乗者はカノン・メンフィス。新国連製ファフナー。全高約38m。軽量かつスマートなシルエットが特徴で、新国連製の他2タイプと比べ機動性に富む。女性パイロットが乗ることが多い機体のため、赤く塗装されることが多い。カノン機の塗色も赤で、機体と同じ赤色のルガーランスを使用するが人類軍脱退後はルガーランスにスコーピオンを加えて出撃する。量産型はグレーの塗色で、最終話に登場。カノン機の機体識別コードはJ-017。生産数200機と少ない。
由来はヨハネの黙示録に登場する大淫婦、または紅い衣の魔女を指す。
一期第22話でのスカラベ型との戦闘で左腕を破棄し、イドゥン襲来の際には片腕のまま出撃。マークニヒトの翼状ワイヤーアンカーを破壊するとともにルガーランスで胴体に攻撃を加えたが、ワームスフィアーで反撃を受け大破、戦闘不能になり、マークニヒトに踏みつぶされて破壊された。
グノーシス・モデル
新国連製汎用ファフナー。擬似シナジェティック・コードを有しているため、成人でも訓練さえすれば誰でも乗ることが可能。他のモデルとは異なり、肩や大腿部の接続がなく、ニーベルング・システムのみの接続になっている。対フェストゥム戦での新国連の主力となるが、フェストゥムに対しては性能不足が否めない。全高約20mと他のモデルの半分程度の大きさ。右腕がガトリングガン、左腕がレールガンになっている。生産数30000機。
人類軍の捕虜となっていた一騎が非常事態の中で搭乗したことがある。このとき、イドゥンが人類軍の戦意喪失を狙って流した映像を見た総士が、その動きから一騎が操縦していると見抜いたことから、溝口と真矢が一騎を連れ戻しにモルドヴァへ向かうことになる。
塗色は濃緑色。グノーシスとは知識を意味するギリシャ語。グノーシス主義は「人間は知識によって魂を解放出来る」とする古代の宗教・思想。つまり、ある程度の知識と訓練によって、適性者でなくても模擬シナジェティック・コードが形成される機体、という意味でもある。
ザルヴァートル・モデル
フェストゥムとの最終決戦に向けて開発された最新型モデル。3機が開発されそれぞれ別経緯でフェストゥムを同化→再構成されたため、常人の扱える範疇を超越した性能を擁する機体と化している。
ザルヴァートルは“救世主”を表すラテン語 “salvātor” のドイツ語読み。
ジークフリード・システムが内蔵され、同化現象をより加速させる副作用があり、搭乗者が同化しきった場合、即座にフェンリルが起動するようにセットされ破片すら残らない。また分解・奪取を試みても、機体が単独で外部機材やパイロットを同化し自己防衛を行ってしまう。なお、同モデルを開発した日野洋治とミツヒロ・バートランドとでは、設計思想が異なる。洋治は「兵士（搭乗者）をより多く（もしくは長く）生かすため」に設計したのに対し、ミツヒロは「より多くの敵（フェストゥム）を倒す」ことを目的としている。
開発者2名が竜宮島出身の技術者だった事もあり通常のフェストゥムのコアではなくミールから直接分岐したコアを搭載することが前提となっており、最初の2機であるザインとニヒトには竜宮島のファフナーであるマークエルフとマークフィアーのコアを、マークレゾンには新国連アルゴス小隊によって鹵獲されたマークフュンフのコアが使われた。また、当モデルが起こす特有の現象として「ザルヴァートル化」と呼ばれる大規模な同化現象を伴う変容、およびすさまじいエネルギー放出現象が挙げられる。マークザインは複数のフェストゥムと大気と地面を同化・吸収する事ですさまじい熱を発し周囲をマグマの海に変え、その中から巨大なマグマで覆われた胎児のような姿で現れ、その姿が冷却後殻のように割れ、建造時とは全く異なるフォルムに再構成された。マークニヒトに関してはイドゥンにより機体を暴走させられ、開発者のミツヒロ・バートランドを含む多数の研究スタッフと研究施設を破壊と同化し、起動パイロットを務めていた狩谷由紀恵の抱いた憎しみをその命ごと同化する事で理解したイドゥンによって奪取され、その際に取り込んだ人々の負の記憶を怨念として纏い、憎悪と虚無を体現するようになっていく。
「THE BEYOND」においてはエインヘリアルモデル・アキレスをベースに竜宮島アルヴィスによる新たなザルヴァートルモデル・マークアレスとして変容させた際、べノンの敵陣深くに単機で進攻後にザルヴァートル化を行い、周辺の大量の海水と共にべノンのフェストゥムの群れ、ファフナー部隊、艦隊群を巻き込んで同化する事で現象そのものを戦略兵器として運用した。変容後のマークアレスは両腕のルガーランスから海中と空に向けてすさまじい威力のビームを放ち、残った群れと上空のべノンの赤い月を打ち払った。
また、総士によるマークニヒトの2度目のザルヴァートル化（後に再ザルヴァートル化と呼称）の際は、ファフナーの全長を越えるサイズの巨大なワームスフィアを握り拳大まで圧縮して海面に放ち、海面を大きく削り取った後に大爆発を起こした。
マークレゾンについても、完全なザルヴァートル化により機体が変容した後に大気圏外からの自由落下のエネルギーと共に操のミールが根付くボレアリオス艦に激突し、隕石衝突レベルの巨大な爆発と共に艦とミールを粉砕した。
美羽とアルタイルの祝福を受けたマークザインの再ザルヴァートル化については変容は一瞬で終わり他機のようなエネルギー放出はなかったが、その後のマークニヒトの同化による強化を受けてべノンの赤い月に向けて放ったルガーランスの射撃は、同じく同化によって強化されているルガーランスの刀身が自壊するレベルのエネルギー放射となり大気圏外の赤い月を砕いた。
人類軍によって最初に開発された2機は紆余曲折を経て共に竜宮島の手に渡り、人類軍は擁していた2名の開発者を喪い研究方針の修正もままならず、当初の設計のままアルヴィスのファフナーを鹵獲し、その機体とコアを流用しなければ建造すらかなわないのが現状である。『EXODUS』におけるマークレゾン開発においても機体が完成目前になっても人類軍のパイロットではすぐに同化されてしまうため起動実験すらままならず、フェストゥム因子が遺伝子に組み込まれているアルヴィスのファフナーパイロットが不可欠という、人類軍のファフナーとしては致命的な欠点を多く抱えたまま計画が進められている。
ザルヴァートル・モデルはコア格納ブロック周囲に常気性の永劫導電回路を形成している。これによって大気中の物質を同化し、エネルギーに変換する機能を有している。このため機体本来の電源を消耗することなく活動可能で、機体そのものに活動限界時間は存在しない。加えて、全機が装甲材質にシリコンを導入したこともあり、フェストゥムに限りなく近い性質を有している。
桁外れの性能と引き替えに機体からパイロットへの同化現象の負荷もノートゥング・モデルを大きく上回り、アルヴィスのパイロットといえどもザルヴァートル・モデルの同化現象には長く耐えられない。カノン曰く、「人の命を欲しがる」機体。
『EXODUS』の竜宮島においてはザインとニヒトを保有はしているものの運用すること自体が危険な上に、上述の理由により分解・コア摘出も不可能な状態にあるため、初期時は2機ともに封印処置を施されていた。しかし島にフェストゥムが来襲しジークフリード・システムが起動された際にパイロット未搭乗の状態でシステムにクロッシング要請信号を発するなど、不穏な行動を見せる。
『EXODUS』時点での人類軍ファフナーパイロットにも「まともに戦えば絶対に勝てない」と認知されており、後発機体であるエインヘリアル・モデルをも凌ぐ最強の機体である。
ファフナー・Mk.Sein（マークザイン） 搭乗者：真壁一騎（無印15話 - EXODUS）→日野美羽（THE BEYOND）
日野洋治とミツヒロが開発した新型ファフナー。機体の特性から暴走した時の為にノートゥング・モデルの3倍の自爆用フェンリルを搭載されている。建造当初の塗色は緑がかった白。ミョルニアによって真壁一騎に託される。初期は背部に翼状のアンカーユニット(同化ケーブル)とホーミングレーザー発振器を装備していたが、コアの単独再生(ザルヴァートル化)に伴い背部の装備が消え、開発時よりもシンプルかつスリムな形状に変化した。それ以降、フェストゥムの同化に対する耐性や機体の自己修復、また手にした武器を同化することで莫大なエネルギー増幅とそれに耐える構造強化が可能になった。表面も光沢のある銀白色になっている。
主に手にした武器を同化し威力を大幅に上昇させることによって戦闘を行う。その際は武器を握る手首部分が結晶化する。
プレアデス型との戦闘後は、同化したルガーランスの二刀流を主に使用する。
従来のファフナー（ノートゥングモデル）は「違う自分になる」ことで操縦が可能であるが、この機体は「違うモノ」にならないと同化機能を発揮できない（たとえば「腕が銃になる感覚を受け入れられるか」といったところ）。つまり「存在そのものが別のモノになる」感覚を受け入れられることで真の力を発揮する。
遠見真矢のパイロット適性に関する査問委員会（一期第18話）以後、「蒼穹作戦」前までマークザインの力は大幅に制限されることになる。
名称のザイン (Sein) は、ドイツ語（以下独語）で、英語の「be（ - である）」にあたる「存在」を意味している。マークザインの綴りは『EXODUS』にて独語同様であることが確認可能。一方、公式の資料にはMARK.ZEINと表記されているものがある。
【劇場版】
一期のラスト以降、竜宮島の切り札としてリミッターが掛けられた状態ながらいつでも搭乗可能な状態でファフナーブルクに格納されていた。同化現象の悪化が原因で一騎の操縦技術が低下していたものの、他のモデルとは一線を画す機動性と運動性、同化現象による莫大なエネルギー増幅によりルガーランスの規格を超えるパワーでの射撃等、機体性能自体は健在。一期では背後の推進ユニットのスラスター口からの噴射で飛行していたが、今作中では背面のスタビライザーそのものがスラスターの役割を兼ねており、飛行時には発光するなどの変化が見られる。
ニヒトのようにワームは使用しないが、同化能力による前述のようなエネルギー増幅現象による攻撃および味方ファフナーの能力強化(広登のマークフュンフに触れてイージスの出力を同化現象で引き上げ、ボレアリオスミールによる島の同化を阻止した)や、パイロットへの同化現象の肩代わりを行う。またフェストゥムとしての「心に侵入する」能力は絶大で、ニヒトに砕かれた両手を触れてそこから同化によって操に対するボレアリオス・ミールの支配に介入し、ニヒトへの束縛から解き放った。
【EXODUS】
一騎がパイロットの座を退いて以降、特殊すぎる操縦可能条件ゆえに誰も(安全に)乗ることが出来ないことに加え、マークニヒトとの共鳴によって未知の反応を行う危険性から、コア摘出を目標に封印措置を施されていた(カノンらブルクの面々は廃棄を主張していたが、総士はニヒトの解体プランさえ成功すれば機体の共鳴が無くなり最強の戦力として再配備が可能であると考えていた。一騎は「呼ばれている気がする」としばしば格納庫を訪れていた)。機体の解体プランを進めるにあたり、リミッターはすべて外された状態になっている。
島外へ出た美羽たちに危険が迫っている事を島のコア・織姫に告げられ、一騎は再びザインに乗る事を決意。泣いて止めるカノンに詫び、そして礼を告げ、ニヒトに乗った総士と共に島から大陸間弾道ロケット推進機「キャリースラスター」のコンテナに搭載され旅立つ。シュリーナガルでは地上とその上空での迎撃を総士に指示され、同化したルガーランスによる大出力のビームで上空の敵を薙ぎ払う、広範囲の地面を介した同化で地上でディアブロ型に同化された機体のコントロールを奪い返す、展開したルガーランスの刀身から光の雨を降り注がせフェストゥムのみを狙って無に還すなど超常的な能力でアザゼル型・ロードランナー群を蹂躙、ロードランナー本体もニヒトと共に撃退する。
ロードランナー撃破後に真矢たち島外派遣組に合流し、美羽の望みに従いナレイン将軍やエスペラントたちを守るため、共に脱出行の護衛を行う。脱出行最終局面にてアビエイターを無理に同化したことから、ほぼ相打ちとなる形で機体が溶解・黒い岩塊へと成り果ててしまった（一騎はサルベージされた）が、竜宮島ミールの祝福を受けエレメントへと覚醒した一騎に共鳴する形で復活、第三アルヴィスにおけるベイグラント群との戦闘に参戦し、ディアブロ型による同化で半壊滅状態だった仲間を一度に救い出し、ベイグラントによるアショーカ・ミールの同化を暉のゼロファフナーと共に阻止した。
第四次蒼穹作戦でも海神島上空のフェストゥムの群れを一掃した後、上空で総士のニヒトと共にマークレゾンと激突。お互いの機体にルガーランスを突き刺し相討ちになりかけるが、そこからマークレゾンへ手を触れ、同化によりジョナサンの心へ直接語り掛け、同時にプロメテウス・ミールのゴルディアス結晶へ干渉することでジョナサンに元の記憶を取り戻させ、戦いを止めた。その後ベイグラントのコアにレゾン諸共虚無の空間に取り込まれるが、マークフィアーとマークドライツェンの助けにより一騎と共に帰還した。
【THE BEYOND】
成長した美羽の安全を確保するため、パイロットが美羽へと引き継がれており、美羽のエスペラントとしての「おはなし」する能力を増幅し敵対するフェストゥムの群れに作用、一時的に沈静化させることが可能。ただし、時間が経てば再度敵対状態になる。しかし「おはなし」が通じたのも第五次蒼穹作戦の時点までで、その三年後の総士奪還後の海神島防衛戦の時にはベノンに属するフェストゥムやソルダート達はマレスペロの憎しみに染まり切っており美羽の「おはなし」を届かせる事が出来ず、攻撃や同化によって無に還さざるを得ない状況になっていた。
第六次蒼穹作戦にて竜宮島へと帰還し、美羽とアルタイル・ミールとの対話に使用される。対話によりアルタイルの祝福を受け、アルタイルを宿すに足る力を得るために再ザルヴァートル化される。過去のザルヴァートルモデルらと違い、変化は一瞬で完了し、パイロットへの負荷もなかった模様。頭部はシンプルだった形状がエインヘリアル・モデルに似たものに変化し、腰部側面に新たな装甲が現れた結果女性的なシルエットとなり、各部装甲にニヒトと同じような緑色の結晶の部分が現れ、両腕にマークアレスと似たルガーランスを内蔵した装甲が追加された。セレノアが変容したアザゼル型クローラーの胴体をルガーランスの突撃で貫通し撃破し、再ザルヴァートル化に伴い強化されたザインの力で美羽の「おはなし」が再び届くようになり全フェストゥムとソルダート達をマレスペレロの支配から解き放ち、鎮静化させた。その後同じくアルタイルの祝福を受けた美羽と共にマレスペロと対話し、ケイオスのマークレゾンの発した太陽の如く強大なエネルギーフィールドを総士のニヒトと共に同化能力で打ち破り、ニヒトとザインによる同化で強化されたルガーランスが自壊するレベルのエネルギーを天に放つことでプロメテウスの赤い月を砕き、最後に残ったコアと対話を行った。
ファフナー・Mk.Nicht（マークニヒト）

マークザイン（初期）とほぼ同型（外見は塗装が違うだけ）。ミツヒロは当初、真矢を新国連に連れ出して搭乗させようとしていたようであるが、真矢が拒否したため、新国連にいた狩谷が搭乗することになった。名称のニヒト (nicht) は、独語で、英語の「not（ - でない）」にあたる「否定」を意味している。
一期における塗色は黒。標準武装は初期のマークザインと同じで、翼状の同化ケーブルアンカーユニットとホーミングレーザー発振器が装備されている。マスター型フェストゥム「イドゥン」によって同化され、ワームスフィアなどフェストゥムの攻撃能力が加わり、竜宮島や人類軍を大いに苦しめるも、蒼穹作戦の末にマークザインによって同化され、機体の中に封印された。
【劇場版】
一期本編後、肉体を失いフェストゥムの無の次元に行った総士が来主操によって心を繋ぎ留められた状態から2年間クロッシングで一騎の助けを借りつつ、マークザインの中に封印し続けていた。そのため常時クロッシングに晒され続けた一騎の肉体にはかなりの負荷がかかり、同化症状の治療がなかなか進まない一因となっていた。しかし、人類軍の核攻撃作戦により暴走した新たなミールの接触により、封印を打ち破り外界へ再臨する。来主操が乗り込み竜宮島の次代のコアである皆城乙姫の娘(のちの織姫)の入ったポッドを掴んで同化しようとするが、すんでのところで止めに入った一騎のザインと激闘を繰り広げ、今度は逆にザインを打ち破り一騎ごと体内に封印する。一時撤退後、来主のミールが眠るボレアリオス艦からおびただしい数のフェストゥムの群れと共に竜宮島を消すために出撃、防衛に当たっていたファフナー隊を圧倒した。
一期とは異なり、塗色は紫系に変色し、形状も鋭角的になり、各部に結晶体のような装甲が追加され、生物的でまがまがしい姿になっている。以後は『EXODUS』までこの形態で活動する。
ワームスフィアと共に、両腕から紫電とともにエネルギーフィールドを展開し、広範囲の敵を丸ごと消滅させる能力を持つ。さらにザインと同様の同化能力も健在で、背部から発射するアンカーを突き刺すことで対象を強制的に同化、破損した武装・兵器、さらには敵フェストゥムをも同化し自らの手足として操る。
【EXODUS】
過去幾度も島を危機に陥れた危険で忌むべき機体として、格納庫の一つを「石棺」状態にし封印措置を施されていた（この頃より総士はニヒトを指して、「虚無の申し子」という二つ名じみた形容で呼ぶことが多くなる）。機体は封印状態でなお高熱を発し続けており、防護服なしでは近付く事も許さない状態だった。
機体に対して危害を加える人間や機械を同化してしまうために、唯一それに抗える総士以外搭乗することができず、竜宮島で幾度となく実施される解体プランに抵抗しながらジークフリード・システムにクロッシングを図るなど不気味な自律起動を見せる。
織姫の啓示により総士がパイロットとして乗り込み、一騎のザインと共に島から旅立つ。シュリーナガルではアザゼル型・ロードランナーを相手に、手から発する黒い放電でシュリーナガル中心市街地上空のフェストゥムを一瞬で無に還し、地上の上空で力を使うと下の人類ごと消しかねないとポイントを一騎に譲り、海上でディアブロ型と交戦。変性意識である「あくなき征服欲」が発現しディアブロ型から読みとった情報で丸鋸型のワームを生成、座礁した人類軍艦艇に同化ケーブルを突き刺して主砲を同化し海中の敵を一掃、スカラベJ型種にも同化ケーブルを突き刺す事でコントロールを奪取、地下にその触手を伸ばさせアショーカ・ミール本体とエメリー達エスペラントに迫っていたロードランナー群を文字通り一網打尽にした後、ザインと共にロードランナー本体も撃破する。その後は島外派遣組と合流、美羽の望みに従いナレイン将軍やエスペラントたちを敵から守るため、共に脱出行の護衛を行う。
装備・武装については旧作群と同様であるが、ディアブロ型に同化ケーブルを突き刺して読み取った情報から「ワームスフィアをリング状に形成して投擲する」事を学び、またアザゼル型・アビエイターやロードランナーが行ったような「ワームスフィアを用いた空間跳躍」を行うなど、その挙動は一段とフェストゥムじみたものとなっている。また同化現象も、存在が変質した総士を侵蝕・結晶化させるほど苛烈なものとなっている。第四次蒼穹作戦では第三次蒼穹作戦前に竜宮島をヴェルシールドごと咥え込んだのと同じ全長60キロメートル級のリヴァイアサン型を、それに匹敵する大きさの丸鋸型ワームで顎を切断し、巨大なワームスフィアの一撃の下に一蹴した。続けざまに甲洋・来主と共にクローラーを撃破、一騎のマークザインと共にマークレゾンに立ち向かうがワームウェッジの直撃を受け地上まで墜落。剣司によって機体の修復と共にポイント更新要請を受け、ベイグラントをローンドッグで撃破し、コアの力を奪った。ベイグラント撃破後に生存限界を迎えた総士の消滅・転生により完全に沈黙。海神島に定着したアショーカ内部に取り込まれた。
【THE BEYOND】
第四次蒼穹作戦以降、アショーカ・ミール＝世界樹の根元に建造された石棺で『死んだ機体』として封印されていたが、転生し海神島へ帰還した総士がニヒトの外部に接続されたコックピットに搭乗し、機体に遺されたかつての自分の声を聞くと共に再び覚醒した。総士の敵意と激情を受け海神島を破壊しようとするが、力のすべてを引き出すには至らず、海神島のファフナーパイロット達に軽くあしらわれ取り押さえられてしまう。
その後、島のパイロットたちの訓練を受け成長した総士によって海神島の新たな戦力として、竜宮島のコアからのクロッシングで総士にのみ開示された竜宮島の座標に向かう先導役を務める。
真壁一騎によるアキレスからマークアレスへのザルヴァートル化を目の当たりにした総士の「ゴウバインプログラム、起動！」の叫びに呼応し、スサノオとツクヨミの2機のエンヘリアル・モデル、そして周囲の大量の海水を同化・吸収する事で二度目のザルヴァートル化を決行。ホーミングレーザー発振器は半ば肩と一体化し、同化ケーブルのバインダーは翼のような形状へ変化し、より禍々しいフォルムへと進化を遂げた。力も増大しており、巨大なワームスフィアをファフナーの掌サイズまで圧縮して放ち、着弾した海面を削り取るばかりか大爆発を引き起こすという超常的なまでの破壊力を得るに至り、その一撃で発生した海流でLボートを囲んでいたベノンのフェストゥムの群れを吹き飛ばし、Lボートを追ってツクヨミとスサノオが戦っていた群れも全て同化によって無に還した。
転生後の総士の初搭乗時および再ザルヴァートル化時以外では転生前の総士が行っていたニヒトの能力を力の限り振りかざすような戦い方は鳴りを潜め、総士自身が訓練によって得た戦い方や戦闘中の意志を忠実に反映するようになった。ただ、総士自身が転生によりフェストゥムの世界への理解を失ったためか、転生前の総士が行っていたようなフェストゥムに同化ケーブルを突き刺して情報を読む、実体化を妨げる因子を流し込み動きを止める、個体の機能の乗っ取り等の戦法は使用されず、同化による無への還元のみ行った。ただ、ハッキングの知識は持っていたため自爆フェーズに入ったスサノオとツクヨミにケーブルを突き刺しハッキングでフェンリルのカウントを止める事は出来た。また、アーキタイプ・ゼロの情報を読み取った後のマークアレスとの戦闘でゼロと同じように掌からビームを放ち奇襲に使用した。
その力の発現はあくまでニヒトのコンセプトである「一体でも多く敵を消す」に則ったものであり敵対したものは徹底的に破壊し、ザインのように同化による相手の心への侵入(による対話)や、味方機パイロットの同化現象や痛みの肩代わりなどは行えなえず、第二次L計画実行の際、戦端を開く前に総士が美羽を真似てフェストゥムに対し「止まれ！」と呼びかけたがその言葉は届かずフェストゥムによるワームスフィアの集中砲火を浴びる結果となった。第六次蒼穹作戦では美羽のマークザインを竜宮島へ導き、すべてのリミッターを外して立ち塞がったマリスのグリムリーパーに対してルガーランスでは火力不足だと総士が判断した際に皆城輝夜、朔夜からのクロッシングでアーキタイプ・ゼロの機体の位置を示され、同機をザインと共に同化による強化で砲台として使用しグリムリーパーを撃破、一度は美羽を送り出すが、美羽の行おうとしていた「対話」の内容を知り止めようとした総士に割り込んだ一騎のマークアレスと激闘を繰り広げ、海神島で学んだ事全てを体現し、一騎の技術を気迫で上回った総士により勝利した。その後美羽とアルタイルの対話に同行し、美羽の接触に対するアルタイルの防衛反応によるマークザインへの攻撃を身代わりになり受け止めた。アルタイルとの対話後、竜宮島からマークザインと共に浮上。甲洋のアバドンを同化によって消そうとしていたマークレゾンに対し直下からルガーランス二本を構え全速力で突撃し、一本はレゾンのウォールを突破し腹部を貫通。それにより与えた痛みによって一時的にレゾンとケイオスの動きを止め、美羽とマークザインによる「おはなし」の時間を稼いだ。その後アルタイルを奪おうと襲い掛かってくるレゾンに対しザインとのツインドッグで相対し、連携によってダメージを与える。追い詰められたレゾンがソードを展開し太陽の如きエネルギーフィールドで周囲一帯の空間ごと二機を呑み込もうとするがザインと共に一歩も退かずにフィールドに対し同化を仕掛け、崩壊させる。なおも憎しみを祝福として与えんと襲い来るレゾンを、転生前の総士と同様に「マークザインを同化によって強化する」事で消し去る戦法を使用した。
レゾンを撃退後、美羽に請われザインと手を繋いだ状態で共に宇宙空間近くまで上昇し、美羽による「祝福」を手伝い、転生前の総士の望み通り「希望を未来に導い」た。
【ゲーム版】
新国連軍基地でフェストゥムに乗っ取られたという設定。形状は無印テレビ版そのもの。機体色は黄金で武装はホーミング・レーザーやワーム・スフィアを駆使して戦う。なお、ゲーム版では狩谷由紀恵が裏切ることはないのでパイロットは不明。
ファフナー・Mk.Raison（マークレゾン） 搭乗者：遠見 真矢（『EXODUS』23話）→ジョナサン・ミツヒロ・バートランド/ケイオス・バートランド（『EXODUS』23話 -）
【EXODUS】
新国連が新たに開発したザルヴァートル・モデル。ミツヒロ・バートランドの研究成果を引き継いだヘスター・ギャロップ新国連事務総長主導のもと開発された。機体コードのレゾン（Raison）はフランス語で「理由」を表し、“存在理由”“存在意義”“生き甲斐”などを意味する成句“レゾン・デートル（raison d'être）”の構成要素として知られる単語。
機体カラーは淡い金色をメインに、細部にえんじ色を差し色としており、飛行時は背面のスタビライザーがマゼンタに輝き、ザインやニヒトと同じく空中に光の軌跡を描く。両前腕部、胸部、背中に2つずつ装備されたイージス発生器により強固かつ広範囲に展開する防壁や、両肩のホーミングレーザー、背面に倒立マウントされた2本のソード(ルガーランスと同様の射撃機構が内蔵、EXODUS本編中ではマウントを上に押し上げ、両肩越しに頭部を挟むように切っ先を前方に向ける事で強力なビームを発射する、ソードとしてはマークザインとの一騎討ちの際に相打ちの形でザインの腹部を貫いた)など、上半身に装甲・装備が多数搭載されており、同じザルヴァートル・モデルとして開発されたマークザインおよびマークニヒト（それぞれ初期型）と比較してマッシブなシルエットが特徴。先発2機のようにフェストゥムによる再構成こそされていないものの、ベイグラントがゴルディアス結晶に蓄積した「憎しみ」の器であるジョナサンをパイロットとしたことで、再構成前のニヒト同じく飛行、ワームスフィアやワームウェッジ、二次元フィールドによる空間捻転、武器の同化によるエネルギー増幅といった先発ザルヴァートル・モデルと同じ能力を見せ、主武装であるイージス発生装備によって展開されるツクヨミのものと同質の「ウォール」は、一騎・総士・甲洋・操の同時攻撃すら防ぎ切り、総士を驚愕させた。またベイグラントの「光による同化能力」によるバックアップを受けることで、赤い二次元エネルギーフィールドを機体前面に多層構造で展開、そこから強大なレーザー光を放出しその「光」によって同化を行うことでマークニヒトをも上回る同化能力を発揮する。
アルゴス小隊によって鹵獲された広登のマークフュンフとそのコアをベースに機体そのものは完成間近まで建造が進むが、起動に耐えるパイロットがおらず頓挫していた。マークジーベンごと略取され捕虜となった真矢に対してヘスターがその存在を明かし、彼女をテストパイロットとして起動させることで完成をみる。その後、ベイグラントのコアが蜂起し、「憎しみの器」として支配したジョナサンにより奪取される。ベイグラントによって誘導され新国連本部に来襲したアザゼル型クローラー群を一瞬で全滅させる力を見せつけた。第四次蒼穹作戦ではファフナー部隊を率いて出撃、ゼロファフナーをも含めた竜宮島ファフナー部隊を一蹴する圧倒的な力を見せつけ、マークニヒトとマークザインの連携を相手に一歩も退かない戦いを見せた。最終的には相打ちの形でソードでザインの腹部を貫くが、総士のニヒトがベイグラントを撃破しプロメテウスの支配が弱まったところに、一騎のザインの同化による「語り掛け」によりジョナサンが記憶を取り戻した事で鎮静化、ジョナサンは一騎に自らを消すことを請うがプロメテウスの干渉で宇宙空間へ放逐された。
【THE BEYOND】
第四次蒼穹作戦時にジョナサンと共に宇宙空間に放逐されたまま沈黙していたが、二年後には後に赤い月と呼ばれることになるプロメテウス・ミールのゴルディアス結晶に呑み込まれていた。宇宙に上がったマレスペロの手でジョナサンと共に回収され、第六次蒼穹作戦において周囲のゴルディアス結晶を溶解・同化する事で巨大なオーロラを発しつつ完全なザルヴァートル化を経て「憎しみの器」であるケイオスをパイロットとしてベノン最大の戦力として運用される。
その姿はEXODUSの時から大きく変容し、背面にはスタビライザーに替わり巨大な尾のようなマニピュレーターが追加され、近付く相手を自動的に迎撃するほか、敵機体に巻き付けて縛り上げ同化攻撃を仕掛ける事も可能。また両肩のホーミングレーザー発振器が大型化し、発射するレーザーも太くなっている。レーザーの追尾性能自体は以前より落ちているが、直径が増し連射も可能になった多数のレーザーを屈曲させ広範囲を多方向から薙ぎ払う事で相手の逃げ場を無くし直撃させるように運用する。また両肩のソード2振りは斬撃の他に刀身がルガーランス同様に展開し射撃による攻撃も可能(今回はベヨネットを失っているためEXODUS時とは逆でソードとしての運用が主体で、マウント状態で2本合わせてのビーム砲塔としては使用されなかった)。攻撃性能が格段に向上している一方でイージス発生装置が6基から2基に減っており、以前のようにウォールを広範囲に展開させることは出来なくなっているほか、ルガーランスを2本構えた総士のニヒトが全速力で突撃した結果1本はウォールを突破しレゾンの腹部を貫通する事に成功する等、防御性能の低下が見られる。
第六次蒼穹作戦時には宇宙空間のプロメテウス・ミールのゴルディアス結晶内から現出。単独・遮蔽物なしでの大気圏への再突入を行い、その位置エネルギーをそのまま母艦オリンポスに接近していた来主操のボレアリオス艦に叩き付け、ミール諸共文字通り粉砕した。その後は操のクロノスを“尾”によって捕捉・同化し、阻止しようとしたアレスとアバドンを両手に持ったソードで軽くあしらい、クロノスをフェンリルによる自爆に追い込んだ。それにより操のミールの群れであるエウロス型フェストゥムもすべて消滅し、海上の戦況をベノン有利に傾ける。
戦場に竜宮島が嵐と共に到来し、そこから出撃した芹のマークツヴォルフ、アバドンのツインドッグと交戦。その間に美羽と総士によるアルタイル・ミールとの対話が成就しその力がマークザインに宿った事をマレスペロに知らされ、破壊して奪うよう命令され襲い掛かる。ザインとニヒトによる連携でダメージを負うが、ソードの刀身を展開しプロメテウスの「光」の力を全力で放ち太陽の如きエネルギーフィールドで全てを呑み込もうとするが、ザインとニヒトの同化によってフィールドは崩壊、美羽とザインの同化によって尾と右腕を失い満身創痍の状態でオリンポスへと着艦・沈黙する。
「レゾン」の名とは裏腹に、本編中は最初から最後までマレスペロによって「理由なき憎しみ」を祝福として与えるために運用された悲運な機体だった。
トローンズ・モデル
『EXODUS』に登場。大隊指揮官機。メガセリオン・モデルの発展後継機であり、人類軍最新鋭ファフナーの一つ。モデル名は「座天使 （多くの目を持つ天使）」から来ている。
ジークフリード・システムとのクロッシング維持やシステムからのフィードバックによって各機の状況把握を行うため、パイロットへの負荷が激しい。メガセリオン・モデルがベースであるため、シナジェティック・コード形成時にも大きな心理的重圧がかかる。機体性能は高く、空戦型のラファエルはマークジーベンを易々と追い抜く機動性を有する。
作中では、基本カラーが薄緑で背部に棘状のスラスターを6基装備しており、ダスティン・モーガンやペルセウス中隊転属後のアイシュワリア・フェインが搭乗する空戦型の「ラファエル 」、本体はラファエルとほぼ同じだが棘状のスラスターの代わりに肩部に装甲板を装着し、ナレイン・ワイズマン・ボースやアルゴス小隊のハインツ・ビットナーが搭乗する陸戦型の「サンダルフォン 」が登場する。しかし、機体の特性上ドミニオンズ・モデルやパワーズ・モデルと比較して配備数は少ない。また、大体指揮官機でありながら、その基本性能の高さから一般兵のパイロットも多い。
脱出行終了後は竜宮島唯一の人類軍製ファフナーとしてナレインがサンダルフォンで出撃している。
『THE BEYOND』では第六次蒼穹作戦に肉体を得たマレスペロが搭乗し、自らをアルタイルのコアとするため前線に立った。陸戦仕様で装備は両肩、両腿に追加装甲をマウントし武装はベヨネット、左腕のクロ―アームのみとシンプルなものだったが、その装甲で真矢のケイオスへの狙撃を防ぎ、機動力の面でも背面スタビライザーがザルヴァートル・モデルと同様に発光し飛行が可能で同モデルと遜色ないレベルのものを発揮した。またベヨネットにアバドンのSDPである『毒』の刃を纏わせて美羽のマークザインに斬りかかる等攻撃面でも高い性能を見せた。
ドミニオンズ・モデル
『EXODUS』に登場。中隊指揮官機。ザルヴァートル・モデルの大量生産機であり、人類軍最新鋭ファフナーの一つ（内蔵するコアのパワー不足のため、ザインやニヒトには及ばない）。モデル名は「主天使 （任務統制をする天使）」から来ている。
フェストゥム因子の移植が良好でかつ同化促進に耐えられ、さらには中隊クロスドッグの残り3機のパワーズ・モデルを率いて戦えるほどの継戦能力に長ける者だけが搭乗出来る。
背中のマウントラッチに予備の装備を搭載できるので、トローンズ・モデルに性能で劣る代わりに戦闘継続能力と配備数はトローンズ・モデルよりは上。
作中では、基本カラーが青緑で、収納式の翼を持ち、転属前のアイシュワリア・フェインやロブ・ウォーグレイヴ、転属後のジョナサン・ミツヒロ・バートランドとウォルター・バーゲスト、アルゴス小隊転属後のキース・ウォーターが搭乗する空戦型の「ガブリエル 」が登場し、その他に14話に登場する胴体や四肢はガブリエルと似通っているが翼はなく、頭部の形状が異なるほか肩部や胸部に装甲が追加されており、脚部にはミサイルランチャーを装備し、肩パーツからイージスを展開できるほかスラスターを搭載する陸戦型の「バルバトス 」や、同じく14話に登場するアルゴス小隊の赤色で、胴体や四肢はガブリエルと同様で翼もないが、頭部はガブリエルと同じで肩パーツに小型の装甲板になっているが胸部や脚部の追加装甲はない汎用型の「モンス・エンジェルス 」などのバリエーションが確認されている。
パワーズ・モデル
『EXODUS』に登場。一般機。グノーシス・モデルの発展後継機であり、人類軍最新鋭ファフナーの一つ。モデル名は「能天使 （悪魔の侵入を警戒して巡視する天使）」から来ている。
中隊クロスドッグ4機のうち3機が基本的にはこのモデルである。搭乗可能な人間を出来る限り増やすためのシステムを搭載しているため他の機体より大型。グノーシス・モデルと同じく、適正者以外でも因子の移植と同化促進剤で無理矢理乗せることが可能であり、最も多く配備されている。ただし、それ故パイロットが結晶化する確率が高く、対同化機能を発揮できずフェストゥムの餌食にされやすい（完全に同化される前にフェンリルが起動するようになっている）。大量動員が前提の機体であり、他の機体より大型となっている。また、主武装を腕部からハードポイントに変更したことで両腕が自由になり、ヒートソードを用いた近接戦闘も可能。
作中では基本カラーが茶色でモーガン隊(太平洋艦隊第三ファフナー大隊)時代のジョナサン・ミツヒロ・バートランドとビリー・モーガン、キース・ウォーター、ケイ・クレイソーンが搭乗する汎用型の「オリンピア・エンジェルス 」や基本カラーが深緑で、オリンピア・エンジェルスと似通っているが折り畳み式の翼がある空戦型の「アリエル 」が搭乗する（両者の違いは両肩の飛行ユニットで確認できる）。第2話ではビリー機がアリエルに換装されている。また、基本カラーが茶色で、オリンピア・エンジェルスと比べて肩パーツが盾のように大型化され、イージスを装備する陸戦型の「エイワース 」がシュリーナガルの防衛部隊やアルゴス小隊のキース・ウォーター機として登場する。

## 武装
ルガーランス
主にマークエルフ、ベイバロンモデル、マークザイン、マークドライツェンが使用する刀剣武器。小説版では「雷撃槍」。
マークエルフが持つものは全長36mあり、中世の騎兵が使う馬上槍に似た形状の刀身を標的に突き刺し、展開機構を展開して強引にコアを露出させ、レールガンの荷電式の弾でコアを直接破壊する。ただし柔軟な金属フレームと樹脂やゲル等の柔らかい素材を硬く割れやすいセラミックで包んで製造されるため、強い力が加わると構造的に壊れやすく扱いが難しい。
『RIGHT OF LEFT』では原型ともいうべきものが主武装として使われ、『HEAVEN AND EARTH』や『EXODUS』では内蔵火器が核融合プラズマを放つ改良モデルで遠近両用となる。
マークザインが使用すれば、機体と同化させることで一撃でプレアデス型を粉砕する威力を発揮するが、『EXODUS』では「同化作用の制御機構として用いる」「全方位へビームを放ちフェストゥムの群れを薙ぎ払う」、『THE BEYOND』でも「対話の媒介」など、従来の用法を大きく逸脱した方法で駆使する。
なおこれらの使用法に関する技術的バックグラウンドについては作中に明確な説明がない。

マインブレード
ノートゥングモデルの基本装備。
柄の中にナイフ状の刀身が3本収納された短刀。
次の刃が自動的に出てくる。突き刺して折ると炸薬式の時限爆弾になるが、威力はさほど期待できない。
小説版で一騎が愛用し、『EXODUS』ではダスティン・モーガンの乗るラファエルに対する止めの一撃となった。

レージングカッター
ノートゥングモデルの腕部から発射されるワイヤーアンカー。対象を絡め取り、ワイヤーを介した熱伝導によって対象を溶断する。主に敵を束縛するときに使用する。巻き付いた後は地面や壁に刺さるが、空中では敵に刺さる。
『EXODUS』では主にマークジーベンが使用し、アルゴス小隊撃墜に大きく貢献した。

デュランダル
マインブレードと同じくノートゥングモデルの基本装備のハンドガン。普段は左右の腕に1つずつマウントされている。引き金を引き続けると3点バーストになる。劇中では主にマークゼクスが使用していた。マインブレードと同様で威力はさほど期待できない。『EXODUS』では、マークノインがマークツェンの左腕に刺さったフェストゥムの一部を破壊する他、マークジーベンがエイワースの撃破に成功しており、直撃箇所次第で最新鋭の人類軍ファフナーを破壊できるまでに強化されている様子。

レールガン
主にノートゥングモデルが使用する兵器。電磁誘導方式のレールから高速の弾丸を発射する。加速器のサイズから銃身は大きいが、その分射程が長い。ファフナーからエネルギーを供給されるが、一期第1話では緊急時だったため1発しか撃てなかった。

ピラム
羽のない矢のような形状をした特殊な武装。先端に刃があり、それをワイヤーで射出して全体に高磁圧を発生させることができ、刃の部分で敵を貫いたりワイヤーで敵の動きを封じたりする。ワイヤーは巻き取り可能。咲良の搭乗するマークドライはよくこれを装備していた。
なお、ピラム（ピルム）とは古代ローマの投げ槍のこと。

ゲーグナー
マシンガン型のレーザー銃。充分な火力を保有しており短いインターバルで連射が可能だが、一定ごとにエネルギーの再装填が必要。劇中では、マークエルフ、マークフィアーが使用。

ロングソード
折りたたみ式の長剣。マインブレードの強化型であり、機体の全長を上回るプラズマの刃を形成する。フェストゥムを易々と切り裂く威力を持つ。
主にマークエルフ、マークアインが使用。リンドブルムにも収納されている。
『EXODUS』では改良発展型の「レヴィンソード」として登場する。こちらはマークツヴォルフ、スサノオが使用。

プラズマライフル
連射力の高い中距離武器。道生の搭乗するメガセリオンモデルが装備していた。

ドラゴントゥース
大型スナイパーライフル。高い攻撃力と射程を誇る。炸薬式のためファフナー本体のエネルギーを消費せずに済み、信頼性も高い。基本的には、発射時に地面に一脚式のアンカーを刺して使用する。劇中ではマークジーベンが、劇場版ではマークツェンが使用した。
『EXODUS』では飛行状態での射撃を考慮した改良型が登場した。

ガルム44
優れた連射能力を持つ機関砲。銃身下部にミサイルを2基装備している。必要に応じてフル・セミオート、3点バーストに切り替え可能。主にマークアハト、マークフュンフが使用。
『EXODUS』でもトローンズ・モデルとドミニオンズ・モデルの基本兵装に類似した武器がある。

スコーピオン
連射性に優れた機関銃。ガルム44に比べるとやや小型で片手での運用が可能。レールガンタイプのため、薬莢はない。マークドライ、ベイバロンモデルが使用。

メデューサ
両肩に装備する大口径ビーム砲。内部に燃料タンクと酸化剤タンクがあり、燃焼ガスからレーザーを取り出す。オープニングではマークフィアー、蒼穹作戦でマークアハトが使用。『EXODUS』では前述の2機に加え、マークノインが装備している。

イージス
マークフュンフの標準装備。光学シールドを展開し、フェストゥムのワームスフィアを弾くほどの高い防御力を有する。機体から分離することも可能。連続使用には一定時間のチャージを必要とする。蒼穹作戦では小型化したものをマークドライとマークアハトが使用した。劇場版ではゼロファフナーにも搭載されており、ミールのバリア中和に使用された。
『EXODUS』では可変シールド、部分解除、エネルギーをプラズマ火球として放つ、シールドをブレードに見立てた斬撃、足場として使用するなど、防御以外にも多彩に使用される。
人類軍でも実用化され、パワーズ・モデル《エイワース》の両肩、ドミニオンズ・モデルの陸戦型の背面に装備されていることが確認されている（パワーズ・モデルは第14話で展開しようとするが、フェストゥムの集中攻撃によって展開前に機体が破壊された。ドミニオンズ・モデルは第15話で装備を展開、ダッカ基地部隊からの攻撃を防いでいる描写が確認できる）。マークレゾンに至っては出力増大により、ツクヨミ同様の超広範囲展開を実現している。

リンドブルム
ファフナー本体および各種装備を輸送する支援航空機。通常はジークフリード・システムを通した遠隔操作だが、直接人が搭乗して操縦することも可能。さらには30mmガトリングガン、後部の200mm砲、12発の小型誘導弾を備え、オプションに大型アームで空戦もこなす。
劇場版ではマークドライの主装備になっており、専用のカラーリングもされている。
『EXODUS』ではマークドライが引き続き使用しているほか、マークツヴォルフ用の2機目も登場。それぞれ装備するファフナーと塗色が揃えられている。

フェンリル
ファフナー各モデルに装備される気化爆弾。
フェストゥムを殲滅するのに十分な威力があるが、絶望的な状況で使用されることが多く、使用時には犠牲が付きまとう時限式の自爆装置。
人類軍の艦船などにも装備された。
一期では羽佐間翔子と日野道生、『RIGHT OF LEFT』では将陵僚、『EXODUS』ではウォルター・バーゲストらが壮絶な死を遂げる。
なお、ザルヴァートルモデルはノートゥングモデルの3倍のフェンリルを搭載している。

サラマンダー
劇場版で登場。フェストゥムの身体組成を崩壊させる気化燃料を放出する火炎放射器。拡散度と射程の調整が自由に行える武装であるが、大型ゆえに取り回しに難がある。作中ではマークノインが使用。

ショットガンホーン
劇場版で登場。背部ユニットに格納した刀身を展開し、それにエネルギーフィールドを纏って突撃する特殊兵装。頭から相手に突っ込み頭突きをする形になる。刀身自体もルガーランスのように展開することができ、内部に火器を備えている。作中では芹の変性意識に合わせてマークツヴォルフが装備している。

ガンドレイク
『EXODUS』より新たに登場した新装備。ルガーランスをさらに射撃に特化させたような武器。ルガーランスのように槍状に変形することも出来る。従来のルガーランスのような使用方法に加え、フェストゥムに投擲しワイヤーをトリガーに引っかけ射撃をしながら回収したり、ワイヤーに引っかけたまま鞭のようにしてフェストゥムを斬りつけるといった使い方もされている。元はティターン・モデルの主兵装であり、ノートゥング・モデルの規格に合わせて小型化・改良して実戦配備された。ルガーランスに比して刀身が短いが、その分取り回しに優れている。
作中では主にアマテラスが使用する。第20話以降ではマークフィアーと春日井甲洋が同装備に「島の力を借りて」ワームスフィアで体長の数倍以上に達する刀身を形成、大太刀として使用しているシーンがたびたび見られる。

ベヨネット
『EXODUS』より新たに登場した新装備。人類軍の機体に配備されている兵装で、機能的にはガンドレイクと同様。主にドミニオンズ・モデルが使用しており、特にジョナサンが愛用している。
次元砲
ゲーム版のみ登場。ファフナーのコアから直接エネルギーを取り出して発射する大型砲。総士の説明によると試験段階で1発撃っただけで砲身が崩壊するらしい。発砲すると画面が瞬間的に色調反転する。マークザインが手に入らなかったルートのみ入手可能。
アームブレード
ゲーム版のみ登場。マークザインとゲームに登場するマークニヒトが装備している。使用時は緑に光り同化した状態の右拳から生えてくる。別の武器を選択すると収納される。デザインがあるがマインブレードやルガーランスとは決定的に異なる。
なお、一期第17話におけるカノンの説得時にマークザインが前腕部の装甲を鋭利な形状に変形・延長させているが、これと同一のものなのかは不明。

## 名前の由来
- ドイツ語のザイン (sein) 、ニヒト (nicht) はそれぞれ英語の"be", "not"に相当し、「 - である（存在）」「 - ない（否定）」を示す。
- ザルヴァートル (Salvator) は“救世主”を表すラテン語、“salvātor”のドイツ語読み。
- グノーシス (Gnosis) はギリシャ語で知恵の意。グノーシス主義の流布と共に各国の言語に取り入れられている。
- メガセリオン (Mega Therion) 、ベイバロン (Babalon) は、共にヨハネの黙示録からの引用。
- ノートゥング (Nothung) は「ニーベルングの指環」に登場する霊剣の名前。作品によってはグラム、バルムンクとも呼ばれる。
- デュランダル (Durandal) は「ローランの歌」に登場する霊剣の名前。
- リントヴルム (Lindwurm) はドイツやスカンディナヴィアに伝わる伝説上の竜から来ているが、機体形状から「ドイツの伝承に出てくる『二本足の翼竜』」にちなんでいる。
- ファフナー（ファフニール、Fafnir）、イドゥン (Idun) とミョルニア（ミョルニル、Mjollnir）、ガルム (Garm) 、フェンリル (Fenrir) 、エインヘリヤル (Einherjar) は北欧神話からの引用。ファフニールは「ニーベルングの指環」では巨人ファフナー（Fafner）として登場し、英語表題はこれと同じ「Fafner in the azure」と綴られている。
- ティターン (Titan) はギリシア神話、ローマ神話にある巨神族の名前。